# أولا تراوري
أولا عباس تراوري (من مواليد 29 سبتمبر 1995) هو لاعب كرة قدم محترف في بوركينا فاسو يلعب كظهير أيسر لنادي ساليتاس في بوركينا فاسو ومنتخب بوركينا فاسو لكرة القدم.

## مسيرته الدولية
ظهر تراوري لأول مرة مع منتخب بوركينا فاسو لكرة القدم في مباراة ودية 0-0 مع جمهورية الكونغو الديمقراطية في 9 يونيو 2019.